# José Gaspar Silva Azevedo
José Gaspar da Silva Azevedo, também conhecido por Gaspar (Santo Tirso, 1 de junho de 1975) é um jogador de futebol jogando como defesa no Rio Ave Futebol Clube vestindo a camisola número 2.